# عبد الوهاب السامرائي

## ولادته ونشأته
ولد الأستاذ عبد الوهاب عبد الرزاق أحمد العلي السامرائي من عشيرة (البوباز) السامرائية والتي يرد نسبها إلى بيت النبوة الكريم في عام 1922.. في محلة خضر الياس في بغداد ، العراق.
دراسته
أتم الأستاذ عبد الوهاب السامرائي دراسته الابتدائية والمتوسطة والإعدادية والجامعية في بغداد، حيث تخرج من كلية الحقوق في عام 1946 م ولم يزاول مهنة المحاماة في حياته مطلقا رغم انتسابه إلى نقابة المحامين العراقية.

## مسيرة حياته
- تتلمذ الأستاذ عبد الوهاب السامرائي على يد أستاذه الشيخ أمجد الزهاوي ودرس على يديه الفقه والتفسير.
- أسس مع أستاذه الشيخ أمجد الزهاوي جمعية التربية الإسلامية التي أسست مدارس التربية الإسلامية في نفس عام تأسيس الجمعية في العام م1949. وترأس إدارتها لحين تأميم المدارس الأهلية في عام م1974.
- رأس تحرير مجلة التربية الإسلامية التي أصدرتها الجمعية في العام 1959م وحتى وفاته في العام 2006م.
- عمل معلماً في مدراس التفيض الأهلية من عام 1942م إلى عام 1949 م بعد تأسيس مدارس التربية الإسلامية.

وصف بالثبات على المبدأ وعدم الاندفاع وراء الحكام وبقي على خط واحد ورغم تبدل الحكومات المتعاقبة لم يدخل بالنفاق والتملق كما وصف بالثبات على العمل الدائم المتنوع الممكن طيلة حياته وبدون يأس حتى أنه إذا نام كان يستيقظ ويكتب ملاحظات حول المدرسة ثم ينام وهكذا...

أدرك الأمراض الخطيرة في الأمة ولأنه يعيش في العاصمة بغداد أدرك أخطار الأفكار الإلحادية الهدامة ووقف هو وإخوانه لمكافحتها من خلال المدرسة ومن خلال المجلة وغيرها من الأعمال كما انه مدرك الأمراض الخطيرة المهلكات الحقد والحسد وغيرها قال  قرأت المجلد الرابع من إحياء علوم الدين فأدركت إن كل مسألة ينبغي أن توضع في حسابها  ويقصد بذلك ينبغي أن تصحح النية لله تعالى وينبغي لنا الابتعاد عن الرياء وطلب الشهرة.
طرح المسائل باعتدال واحترام واستقبال الناس بوجه باسم واحترام المشارب المختلفة ومعرفة مقادير الرجال قال مادحا العلامة الزيدان  (هذا الرجل صافي يستشار بشؤون دولة) .

الاهتمام الشديد بأحوال المسلمين في الداخل والخارج وكان متأثرا بالشيخ أمجد الزهاوي وقل ما أن يجلس مجلس إلا وذكرها بخير لانه كان الخيمة التي يستظل بها أهل السنة والجماعة.كما كان متأثراً بعمله الإداري بالسيد حسين العاني مؤسس مدرسة التفيض الأهلية.

## وفاته
كانت وفاته يليلة الاثنين 5/شعبان /1427هـ الموافق 28/آب/2006م.